# Спортивная улица (Санкт-Петербург)
Спорти́вная улица — улица на Крестовском острове в Петроградском районе Санкт-Петербурга. Проходит от Лазаревского моста до Морского проспекта, а дальше проходит Гребная улица.

## История
Первоначальное название Андреевская улица известно с 1909 года, дано по имени одного из владельцев Крестовского острова из семьи князей Белозерских-Белосельских Андрея Михайловича.
Современное название Спортивная улица присвоено 12 ноября 1962 года, в связи с тем, что поблизости находились спортивные сооружения — стадионы «Динамо» и «Буревестник».
В 1947 году на протяжении всей улицы пустили трамвай. Из-за закрытия в 2003 году трамвайного движения на Лазаревском мосту трамвай перестал ходить от моста до Крестовского проспекта. Трамвай продолжал ходить на участке от Морского проспекта и Гребной улицы до Крестовского проспекта. В 2007 году трамвайное движение на этом участке было закрыто, вследствие чего трамвай перестал ездить по всей улице. Рельсы и частично контактная сеть сохранялись на улице до её реконструкции в конце 2000-х годов. В итоге трамвайное движение на острове было окончательно закрыто.

## Достопримечательности

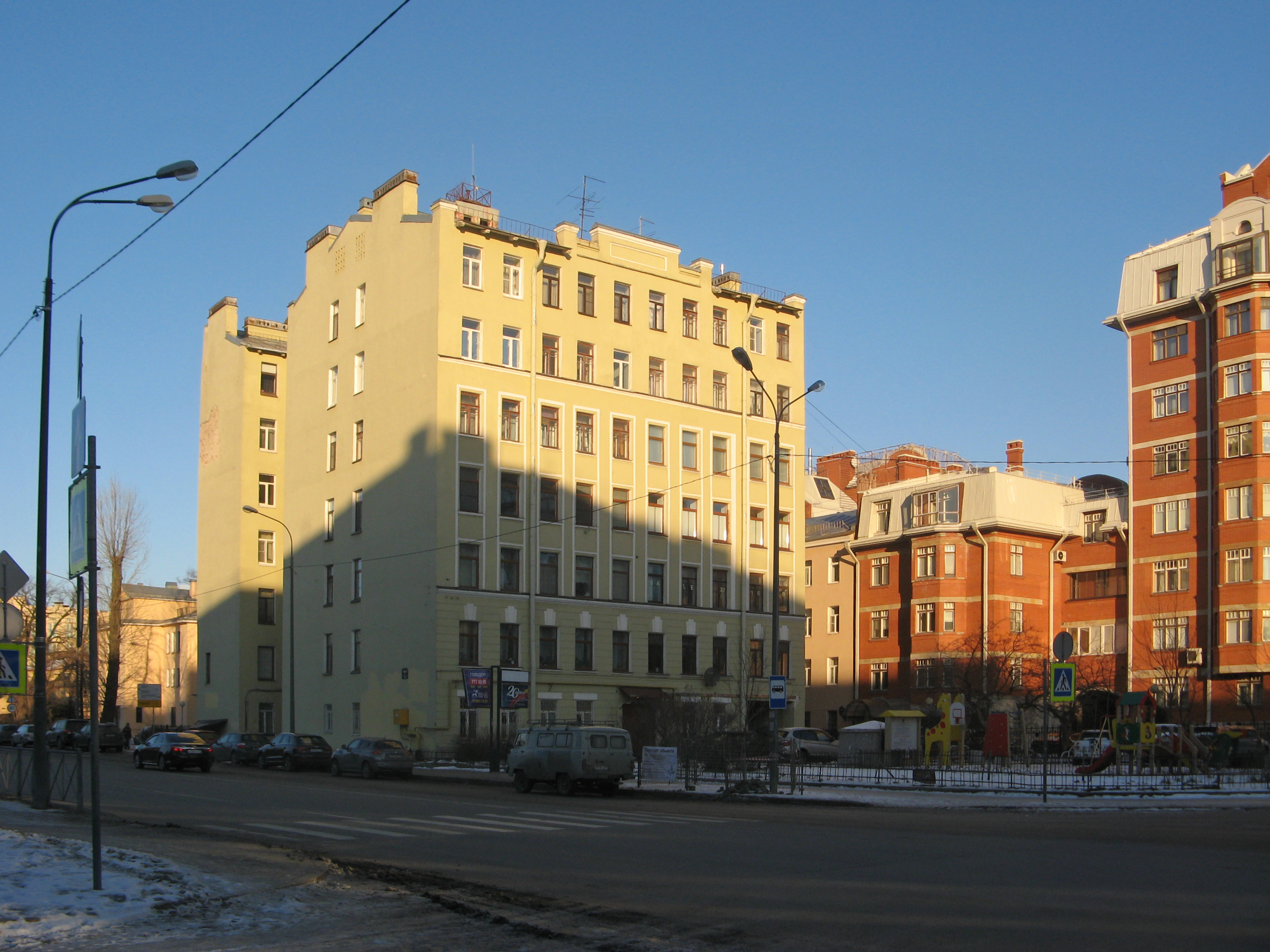
Спортивная улица у пересечения с Вязовой улицей

- Стадион «Динамо».
- Лазаревский мост.